# Adelaida de la Calle
Adelaida de la Calle Martín (Madrid, 1948) es una bióloga española, catedrática en biología celular, rectora de la Universidad de Málaga y desde junio de 2015 hasta junio de 2017, fue consejera de Educación de la Junta de Andalucía. Actualmente, es presidenta de Corporación Tecnológica de Andalucía. Fue condecorada con la Medalla de la Universidad de Sevilla por contribuir a que dicha institución educativa sea reconocida como Campus de Excelencia Internacional, lo que significa equiparar la institución a los más prestigiosos centros universitarios de Europa.

## Trayectoria académica
Nacida en 1948, se licenció en Ciencias Biológicas en 1972 por la Universidad Complutense de Madrid y tres años después obtuvo el título de doctora por la Universidad de La Laguna. En 1979 accedió al puesto de profesora adjunta en la Universidad de Málaga, entre 1982 y 1983 trabajó en la Universidad de Ulm y a su regreso en 1983 fue nombrada profesora titular de biología celular, dentro del Departamento de Biología Celular y Genética de la Universidad de Málaga.
Desde entonces, entre otros cargos, ha sido subdirectora de Cursos Abiertos de la Universidad de Málaga (1989), vicerrectora Adjunta de Investigación (1990-1992), vicedecana de la Facultad de Ciencias (1994) y vicerrectora de Investigación de la Universidad de Málaga entre 1994 y 2003. En 2004 fue elegida rectora de la Universidad de Málaga. Asimismo es consejera de Universia, presidenta de la Fundación General de la Universidad de Málaga, presidenta de la Fundación Observatorio Universidad-Empresa, consejera del Consejo Social de la Universidad de Málaga, vocal de la Corporación Tecnológica de Andalucía en representación del Consejo Andaluz de Universidades. Entre 2008 y 2011 fue presidenta de la Asociación de Universidades Públicas de Andalucía (AUPA), siendo presidenta entre 2011 y 2013 de la Conferencia de Rectores de las Universidades Españolas. Fue la responsable del expediente disciplinario al responsable de la Secretaría Política de Podemos y número dos del partido, Íñigo Errejón al que suspendió de empleo y sueldo.
El 17 de junio de 2015 fue nombrada consejera de educación de la Junta de Andalucía. El 8 de junio de 2017, tras la crisis de gobierno impulsada por la presidenta de la Junta de Andalucía, Susana Díaz, se anunció que no seguiría al frente de la consejería de Educación, cesando al día siguiente, siendo sucedida por Sonia Gaya.

## Investigación
En el área de la investigación, durante su primera etapa estudió la citoarquitectura del sistema nervioso de lacértidos y desde 1998 sus trabajos (financiados por el Plan Nacional de Investigación desde 1984) se centran en el estudio del sistema nervioso, especialmente en relación con los receptores de dopamina y a los mecanismos de transmisión en los Ganglios Basales. También se ha centrado en el estudio de la formación de heterómeros de receptores dopaminérgicos y opioides y su implicación en la adicción a la morfina. Ha colaborado con instituciones como el Instituto Pasteur, el Instituto Karolinska y el Instituto Cajal, en relación con enfermedades neurodegenerativas.